# Michael Russell
Michael Craig Russell (Detroit, 1º maggio 1978) è un allenatore di tennis ed ex tennista statunitense.
È conosciuto comunemente come Michael Russell.

## Biografia
Entrambi i genitori sono allenatori di calcio.

## Gli inizi
Russell diventa professionista nel 1995, ma nei primi anni non ottiene risultati importanti.

## Carriera da professionista
Russell viene ricordato soprattutto per l'arrivo agli ottavi dell'Open di Francia 2001 dove, partecipando come qualificato, è riuscito a mettere in difficoltà la testa di serie e pluricampione dell'Open di Francia Gustavo Kuerten, passando in vantaggio di due set, ma perdendo poi in cinque. Alla fine Kuerten vinse il torneo. In quell'anno ottenne quindi il suo migliore risultato in un grande slam. Nel 2007 avvenne la stessa cosa al primo turno con Lleyton Hewitt all'Australian Open, perdendo di nuovo in cinque set. Il 2007 fu per Russell un anno d'oro: al Pacific Life Open 2007 partecipò come wild card e arrivò fino agli ottavi dopo aver battuto anche Tomáš Berdych. Venne poi battuto da Juan Ignacio Chela. Sempre nel 2007, dopo la Rogers Cup, in seguito al raggiungimento di un secondo turno ottenne il suo miglior ranking: il 60º posto. Dopo il 2007 Russell avrà un declino che lo farà scendere nel ranking.

## Carriera da allenatore
Nel 2015, Russell ha fondato la Michael Russell Tennis, un'accademia di tennis a Houston, Texas.
Russell ha allenato Frances Tiafoe, Ryan Harrison, Sam Querrey, Taylor Fritz, Mackenzie McDonald e Tennys Sandgren nell'ATP WorldTour tramite USTA Player Development.
È l'attuale allenatore di Taylor Fritz. Nel 2024, Russell è stato nominato Coach dell'anno agli ATP Awards 2024.

## Statistiche

### Tornei minori

#### Singolare

##### Vittorie
| Legenda                  |
| ATP Challenger Tour (12) |
| ITF Futures (8)          |

| Numero | Data             | Torneo                               | Superficie     | Avversario in finale | Punteggio   |
| 1.     | 17 maggio 1999   | Vero Beach                           | Terra rossa    | Irakli Labadze       | 7–6 6–3     |
| 2.     | 31 maggio 1999   | Weston                               | Terra rossa    | Hugo Armando         | 6–3 6–2     |
| 3.     | 31 gennaio 2000  | Amarillo                             | Cemento indoor | Stefano Pescosolido  | 7–5 6–2     |
| 4.     | 31 maggio 2000   | Mobile                               | Cemento        | Martin Verkerk       | 4–6 6–1 6–4 |
| 5.     | 21 giugno 2004   | Montréal                             | Cemento        | Domenic Marafiote    | 6–3 6–3     |
| 6.     | 28 giugno 2004   | Buffalo                              | Terra rossa    | Jorge Aguilar        | 6–3 6–0     |
| 7.     | 5 luglio 2004    | Pittsburgh                           | Terra rossa    | Kean Feeder          | 6–1 6–0     |
| 8.     | 12 luglio 2004   | Granby                               | Cemento        | Davide Sanguinetti   | 6–3 6–2     |
| 9      | 17 ottobre 2005  | Arlington                            | Cemento        | Benedikt Dorsch      | 6–1 6–3     |
| 10.    | 28 novembre 2005 | Orlando (Florida)                    | Cemento        | Todd Widom           | 6–4 6–2     |
| 11     | 20 febbraio 2006 | Brownsville (Texas)                  | Cemento        | Brendan Evans        | 6–2 6–1     |
| 12.    | 14 agosto 2006   | Bronx                                | Cemento        | Paul Capdeville      | 6–0 6–2     |
| 13.    | 27 novembre 2006 | Maui                                 | Cemento        | Sam Warburg          | 6–1 6–0     |
| 14.    | 1º gennaio 2007  | Nouméa                               | Cemento        | David Guez           | 6–0 6–1     |
| 15.    | 22 gennaio 2007  | Waikoloa USTA Challenger, Kohala     | Cemento        | Jamie Baker          | 6–1 7–5     |
| 16.    | 12 febbraio 2007 | Joplin                               | Cemento indoor | Frédéric Niemeyer    | 6–4 6–1     |
| 17.    | 3 maggio 2009    | Carson                               | Terra rossa    | Michael Yani         | 6–1, 6–1    |
| 18.    | 21 novembre 2009 | Champaign                            | Cemento indoor | Taylor Dent          | 7–5 6–4     |
| 19.    | 31 gennaio 2010  | Honolulu                             | Cemento indoor | Grega Žemlja         | 6–0, 6–3    |
| 20.    | 11 novembre 2012 | Knoxville Challenger 2012, Knoxville | Cemento indoor | Bobby Reynolds       | 6–3, 6–2    |